# Wood and Canvas
Wood and Canvas ist eine Bauweise von Kanus, die im ausgehenden 19. Jahrhundert in Maine und im Südosten Kanadas entwickelt wurde. Dabei wird das aufgeplankte Boot außen mit einem Schutzbezug aus Canvas bespannt.

## Entwicklungsgeschichte
Bis in die zweite Hälfte des 19. Jahrhunderts wurden Kanus nach traditioneller indianischer Bauweise aus Birkenrinde gebaut. Dazu war ein Baum mit astfreiem, dickem Stamm erforderlich, in dessen Rinde ein Holzgerüst eingepasst wurde. Probleme bereitete mit zunehmendem Bedarf an Kanus die Verfügbarkeit der astfreien Baumstämme, weswegen zunehmend Kanus in Vollholz-Bauweise erstellt wurden. Deren großer Nachteil war das wesentlich höhere Gewicht im Vergleich zu den Birkenrindenbooten, der besonders für die Voyageurs bei den unvermeidbaren Portagen auf ihren Handelsrouten stark zum Tragen kam.
Gegen Ende des 19. Jahrhunderts begannen Kanubauer in Maine und Südost-Kanada, die Vorteile der beiden Bootsbauweisen zu verbinden: Eine leichtere Konstruktion aus Querhölzern, Spanten und Planken wird mit einer Stoffbahn aus Canvas bezogen, die wasserdicht imprägniert wurde. Damit konnten leichte, robuste und vergleichsweise einfach zu reparierende Kanus industriell gefertigt werden.
Bis zum Aufkommen von Kanus aus Aluminium bzw. Kunststoffen in den 40er und 50er Jahren des 20. Jahrhunderts war Wood and Canvas die vorherrschende Bauweise.